# Aleksander Makowski
Aleksander Makowski (ur. 7 lutego 1951 w Warszawie) – polski oficer służb bezpieczeństwa i pisarz; funkcjonariusz SB (Departament I MSW) w stopniu pułkownika MO, następnie niejawny współpracownik UOP, współpracownik WSI, w latach 1990–1995 i 1998−2000 pracownik firmy Inter Commerce, handlarz afgańskimi szmaragdami, autor książek z kategorii fiction i non-fiction.

## Życiorys

### Młodość
Syn Czesława Mackiewicza (znanego też jako Czesław Makowski), szpiega pracującego pod przykryciem dyplomaty w ambasadzie PRL w Londynie, a następnie w Waszyngtonie; później także w Kairze.
Aleksander Makowski ukończył szkołę średnią w USA, następnie Wydział Prawa i Administracji Uniwersytetu Warszawskiego.

### Departament I MSW
Słuchacz Ośrodka Kształcenia Kadr Wywiadu w Starych Kiejkutach (1972), gdzie opiekunem jego grupy był Eugeniusz Spyra, zaś współuczestnikiem kursu, a później kolegą w wydziale amerykańskim Departamentu I MSW (pracowali w tym samym pokoju) Gromosław Czempiński. Od 1973 oficer Departamentu I MSW – wywiad. W latach 1975–1976 odbywał studia podyplomowe na Harvard School of Law w USA. Instytucja przykrycia: Instytut Państwa i Prawa PAN. Według IPN w tym czasie wykonywał zadania operacyjne na obiekcie „Ogniwo” oraz utrzymywał sporadyczne kontakty z rezydenturą w Nowym Jorku.
W latach 1976–1981 był II sekretarzem Stałego Przedstawicielstwa PRL przy ONZ; faktycznie oficer operacyjny rezydentury w Nowym Jorku. Opisuje działalność szpiegowską z tamtych czasów w książce Zawód: szpieg.
Od 1981 r. pracował w Polsce, nadal jako oficer Departamentu I MSW (najpierw Wydział II, w latach 1981–1982 etat niejawny, od 1982 r. Wydział XI, od 1985 r. naczelnik Wydziału XI).
Nadzorował pracę Lesława Maleszki (TW Ketman, tajny współpracownik SB, wcześniej zaprzyjaźniony z Bronisławem Wildsteinem i zamordowanym w 1977 r. Stanisławem Pyjasem).
Od roku 1988 etat niejawny, pracował w tym czasie w ambasadzie w Rzymie. Negatywnie zweryfikowany w 1990 r. (jeden z zaledwie dwóch negatywnie zweryfikowanych oficerów Departamentu I, obok majora Wiesława Bednarza).

### UOP i WSI
Po zwolnieniu z MSW w 1990 r. niejawnie współpracował z UOP. Później współpracował z WSI (wywiad wojskowy, czyli Zarząd II SG WP, w 1990 r. został połączony z kontrwywiadowczą częścią WSW w Zarząd II Wywiadu i Kontrwywiadu, a w 1991 r. został zastąpiony właśnie przez WSI).
Został skrytykowany w raporcie z likwidacji WSI, gdzie zarzucono mu, w związku z prowadzoną w Afganistanie tzw. operacją „Zen”, mistyfikację (Makowski miał podawać nieprawdziwe informacje o możliwości ujęcia w tej operacji Osamy bin Ladena) i wyłudzenie w związku z tym nie mniej niż 100 tys. dolarów z funduszu WSI. Makowski pozwał Ministerstwo Obrony Narodowej za twierdzenia zawarte w raporcie. Makowski pozwał później także Antoniego Macierewicza za słowa Macierewicza o tym, że za śmierć polskich żołnierzy odpowiedzialni są talibowie i [...] tacy ludzie jak Aleksander Makowski.
Na początku lat 90. uczestniczył w operacji, która miała polegać na kontrolowanej sprzedaży broni terrorystom irlandzkim; stwierdził później, że za udział w tej operacji otrzymał podziękowania od brytyjskiego wywiadu, ministra Andrzeja Milczanowskiego i premier Wielkiej Brytanii Margaret Thatcher. Przedstawiciele polskich służb specjalnych poinformowali Brytyjczyków, że nawiązali kontakt z grupą Irlandczyków zainteresowanych zakupem broni. Następnie w 1993 r. broń, pochodzącą z MSW (z magazynów UOP), m.in. 300 karabinków automatycznych AK i dwie tony materiałów wybuchowych, załadowano na statek „Inowrocław” płynący z Polski do Anglii; kontener z bronią został zatrzymany w Anglii i nie dotarł do celu, tzn. do Belfastu.

### Inter Commerce i kontakty afgańskie
W latach 1990–1995 i 1998−2000 (a więc równolegle z pracą na rzecz służb specjalnych, przynajmniej przez część czasu) Aleksander Makowski zatrudniony był w firmie Inter Commerce, której prezesem był Rudolf Skowroński.
Firma Inter Commerce prowadziła działalność w zakresie: nabywania i uprawy ziemi na dużą skalę (na Mazurach); hodowli bydła; projektowania budynków; budowy budynków mieszkalnych; budowy hipermarketów (była pośrednikiem umożliwiającym m.in. ekspansję na rynek polski sieci Hit i Carrefour); wyposażenia sklepów; poligrafii; oraz szlifowania kamieni szlachetnych i handlu nimi.
Aleksander Makowski oraz Rudolf Skowroński z firmy Inter Commerce wspólnie jeździli do Afganistanu, gdzie spotykali się z przywódcą Sojuszu Północnego Ahmadem Szachem Masudem. Skowroński nazywał później Masuda swoim przyjacielem. Nawiązali z ugrupowaniem Masuda kontakty handlowe. Według wersji podawanej przez Makowskiego kontakty te, utrzymywane w latach 1997–2001, obejmowały:
- drukowanie pieniędzy (afgani) w Polsce (w PWPW) dla Sojuszu Północnego – co się powiodło;
- sprowadzanie z Afganistanu szmaragdów i handel nimi – co się powiodło;
- plany dostarczenia do Afganistanu broni dla bojowników Masuda – co jednak nie doszło do skutku ze względu na brak zgody Amerykanów na taki handel bronią.

Według Makowskiego obywatele Afganistanu, w tym mudżahedini Masuda, przylatywali (helikopterem) m.in. do gospodarstwa Skowrońskiego w Klewkach.

#### Wersja Bogdana Gasińskiego
Bogdan Gasiński (ur. 2 listopada 1971 w Kożuchowie) to były dyrektor firmy Inter Commerce na obszar Mazur; dwóch innych dyrektorów, jak twierdzi Gasiński, uciekło. Gasiński twierdzi, że zajmował się m.in. sprawami związanymi z budową marketu Carrefour w Szczecinie, a także był wysyłany do Francji, skąd przywoził dla Inter Commerce pewne przesyłki. Ponadto został mianowany zarządcą gospodarstwa Rudolfa Skowrońskiego w Klewkach. W mediach był przedstawiany jako „zootechnik”.
W listopadzie i grudniu 2001 r. Gasiński był przedstawiany jako źródło informacji o „lądowaniu talibów w Klewkach”. W rzeczywistości Gasiński mówił o lądowaniu obywateli Afganistanu w Klewkach i o utrzymywaniu przez Skowrońskiego kontaktów m.in. z ludźmi z Sojuszu Północnego Masuda, który kontrolował osiemdziesiąt procent upraw opium w Afganistanie i to było główne źródło dochodów i utrzymania tego paktu. Taką informację podał Gasiński w grudniu 2001 r. dziennikarce Marii Wiernikowskiej. Trybuna zaś opublikowała informacje pochodzące rzekomo od Gasińskiego o posiadaniu przez niego „telefonu do bin Ladena”, które to informacje Gasiński nazwał „spreparowanymi bzdurami”.
Wersja Gasińskiego (miał wówczas 30 lat), zawarta w zawiadomieniu Gasińskiego do prokuratury z października 2001 r. oraz spisana przez Marię Wiernikowską w grudniu 2001 r., jest następująca:
- handel szmaragdami był jedynie przykrywką, z Afganistanu Skowroński sprowadzał głównie narkotyki;
- w zamian za narkotyki Skowroński dostarczał Afgańczykom broń, przekazywał im także pieniądze wpłacane przez „różne organizacje związane z Afganistanem”;
- narkotyki rozprowadzane były po kraju oraz za granicą, w czym pomagali gangsterzy związani z gangiem pruszkowskim, m.in. Jarosław Sokołowski „Masa” oraz rezydent Pruszkowa na Dolnym Śląsku gangster „Carrington”; firma Skowrońskiego współpracowała z gangiem pruszkowskim, Andrzej Zieliński „Słowik” był od lat bliskim znajomym Skowrońskiego, z czym wiązał się nawet wybór pseudonimu „Słowika”[20], a „Carrington”, Ryszard Niemczyk, a wcześniej także Andrzej Kolikowski „Pershing” byli gośćmi Skowrońskiego; Gasiński twierdzi, że sam wywiózł Ryszarda Niemczyka z Krakowa do Nowego Sącza 31 października 2000 r., pomagając mu w ten sposób w ucieczce z Polski[18][19].

Gasiński twierdził ponadto, że Skowroński zlecał przeprowadzanie na bydle w Klewkach eksperymentów z bakteriami E. coli i bakteriami wąglika, a w ramach tych eksperymentów pobierano od celowo zarażonych krów mleko, wywożone następnie do pewnego laboratorium w Warszawie.

#### Przeszłość Rudolfa Skowrońskiego
W latach 80., gdy Aleksander Makowski był wysokim oficerem w Departamencie I MSW, Rudolf Skowroński był współpracownikiem właśnie Departamentu I MSW. Mimo kryminalnej przeszłości (w młodości skazany na 4 lata więzienia) Rudolf Skowroński został prezesem Polskiej Korporacji Handlowej, a później prezesem firmy Inter Commerce. W latach 90. figurował na liście najbogatszych Polaków.
Skowroński przepadł bez wieści w 2005 roku, pozostawiając majątek o wartości szacowanej na 150 mln zł. Wydano za nim międzynarodowy list gończy. Jako prezes Inter Commerce z uwagi na zaginięcie został zawieszony w czynnościach do czasu odnalezienia się.

### Konsalnet
W 2003 r. Makowski został prezesem zarządu firmy ochroniarskiej Konsalnet zajmującej się ochroną biznesu. Konsalnet prowadzi działalność od 1994 r., a Makowski wg podawanych przez siebie informacji nie należał do jego założycieli; jako założycieli Konsalnetu wymienia Wiesława Bednarza i Tomasza Banaszkiewicza (Departament I) oraz Jerzego Koniecznego (UOP), zaś Makowski miał dołączyć do nich później. W 2002 r. Makowski i Bednarz gościli w Afganistanie u następcy Masuda, Mohammada Fahima, jako przedstawiciele Konsalnetu.

## Książki
Aleksander Makowski jest autorem lub bohaterem kilku książek.

### Non-fiction
- A. Makowski, Tropiąc Bin Ladena: w afgańskiej matni 1997–2007, 2012[25]
- M. Majewski, P. Reszka, Zawód: szpieg. Rozmowy z Aleksandrem Makowskim, 2014[26]

### Fiction
Cykl Szpiedzy:
- A. Makowski, Bez przebaczenia, 2015[27]
- A. Makowski, Bez sumienia, 2015[28]
- A. Makowski, Następne pokolenie, 2016[29]